# 油罗口水库
油罗口水库位于中国江西省赣州市大余县。是一座以防洪、发电、灌溉、养殖为主要功能的大（二）型水库。
1969年8月开始建设。建设时淹没耕地2357亩，迁移人口1894人。水库大坝为粘土心墙土坝。坝高为36米，坝顶长177米。油罗口水库的总库容为1.16亿立方米。